# Hylocereus
Hylocereus, em português hilocéreo (do grego: ύλη: matéria + κηρός: cera) é um gênero botânico da família cactaceae, o qual inclui a pitaia.

## Sinonímia
Wilmattea Britton & Rose

## Espécies
Hylocereus triangularis
Hylocereus undatus
Hylocereus polyrhizus
Hylocereus ocamposis
Hylocereus trigonus